# Peter Godfrey
Peter Godfrey (* 16. Oktober 1899 in London, Vereinigtes Königreich; † 4. März 1970 in Hollywood, Kalifornien, Vereinigte Staaten) war ein britischer Regisseur, Autor, Schauspieler und Bühnenproduzent mit moderat erfolgreicher Hollywoodkarriere in den 1940er Jahren.

## Leben
Godfrey wuchs in der Grafschaft Surrey auf und stieß nach frühen Showbiz-Versuchen als Zauberkünstler und Clown kurz nach Ende des Ersten Weltkriegs zur Bühne. Seine frühen Jahre waren bestimmt von Auftritten und Inszenierungen am Repertoiretheater, mit dem er durch die Lande tingelte. In den folgenden zwei Jahrzehnten bis Ausbruch des Zweiten Weltkriegs arbeitete Godfrey in England und Irland sukzessive als Autor, Schauspieler und Theaterproduzent, so z. B. bei „The Hairy Ape“ (1928), „Hoopla!“ (1929), „As You Desire Me“ und „Red Rover’s Revenge“ (beides 1934). Als Regisseur betreute er u. a. die Stücke „Close Quarters“ (1937) und „Shadow and Substance“ (1938).
Bereits im Oktober 1925 hatte Peter Godfrey in London das Gate Theatre Studio gegründet, in dem er vorzugsweise moderne und experimentelle Stücke zur Aufführung brachte. Dort wurden u. a. Stücke nach Vorlagen von August Strindberg und Molière gezeigt. Mit dem 35 Minuten kurzen Krimi „Thread O’Scarlet“ gab er ganz nebenbei 1930 sein Debüt als Filmregisseur. In den folgenden Jahren dieses Jahrzehnts stand der Londoner mehrfach mit kleinen Rollen vor der Kamera, seit seinem Umzug nach Kalifornien 1938 auch in Hollywood-Produktion. Arbeitete Godfrey dort anfänglich sowohl als Schauspieler und B-Film-Regisseur, so stand er seit der Spätphase des Zweiten Weltkriegs nur noch hinter der Kamera.
In den 1940er Jahren drehte Godfrey für Warner Bros. eine Reihe von Unterhaltungsfilmen, die zum Teil prominent besetzt waren. Rund um das Kriegsende 1945 entstanden seine wohl bekanntesten Inszenierungen: Nach dem eigenwilligen, in das Berlin der Spätphase des Zweiten Weltkriegs verlegten Remake des Vicki-Baum-Romans „Menschen im Hotel“, „Hotel Berlin“, folgten gleich drei Filme mit Barbara Stanwyck: „Weihnachten nach Maß“, „Die zwei Mrs. Carrolls“ und „Der Fluch des Wahnsinns“ sowie zwei mit Errol Flynn: „Der Fluch des Wahnsinns“ und „Escape Me Never“. Mit der im viktorianischen England des Landadels spielenden Wilkie-Collins-Verfilmung „Das Geheimnis der Frau in Weiß“ gelang Peter Godfrey 1948 eine recht ansehnliche Romanadaption. In den 1950er Jahren wechselte Godfrey zum Fernsehen (Procter & Gamble Lux Theatre), bis sich der Vater dreier Töchter schließlich krankheitsbedingt ins Privatleben zurückzog.

## Filmografie
als Schauspieler
- 1930: Third Time Lucky
- 1933: Leave it to Me
- 1933: Heads We Go
- 1937: Good Morning, Boys
- 1938: Blockade (Blockade)
- 1939: Raffles
- 1939: The Earl of Chicago
- 1940: Der große Edison (Edison the Man)
- 1941: Arzt und Dämon (Dr. Jekyll and Mr. Hyde)
- 1943: Auf ewig und drei Tage (Forever and a Day) (auch Co-Drehbuch)
- 1945: Die zwei Mrs. Carrolls (The Two Mrs. Carrolls) (UA: 1947)

als Regisseur von Kinofilmen, wenn nicht anders angegeben
- 1930: Thread O’Scarlet
- 1931: Down River
- 1939: The Lone Wolf Spy Hunt
- 1941: Unexpected Uncle
- 1942: Highway by Night
- 1943: Make Your Own Bed
- 1945: Hotel Berlin
- 1945: Weihnachten nach Maß (Christmas in Connecticut)
- 1945: Die zwei Mrs. Carrolls (The Two Mrs. Carrolls)
- 1946: One More Tomorrow
- 1947: Der Fluch des Wahnsinns (Cry Wolf)
- 1947: Escape Me Never
- 1947: That Hagen Girl
- 1948: Das Geheimnis der Frau in Weiß (The Woman in White)
- 1948: The Decision of Christopher Blake
- 1949: Venus am Strand (The Girl From Jones Beach)
- 1949: One Last Fling
- 1950: Der Geier von Arizona (Barricade)
- 1950: Juwelenraub um Mitternacht (The Great Jewel Robber)
- 1950: He’s a Cockeyed Wonder
- 1951: One Big Affair
- 1955: Stage 7 (Fernsehreihe, zwei Folgen)
- 1955–1956: The Star and tue Story (Fernsehserie)
- 1956: Please Murder Me
- 1955–1957: Dr. Hudson’s Secret Journal (Fernsehserie)
- 1957: Code 3 (Fernsehserie, vier Folgen)
- 1958: Adventures of the Sea Hawn (TV-Serie, zwei Folgen)